# Nitraria sphaerocarpa
Nitraria sphaerocarpa är en harmelbuskväxtart som beskrevs av Carl Maximowicz. Nitraria sphaerocarpa ingår i släktet Nitraria och familjen harmelbuskväxter. Inga underarter finns listade i Catalogue of Life.